# Phare du Borgot
Le phare du Borgot,, parfois appelé phare du Cap-aux-Meules ou phare de l'Étang-du-Nord est situé sur la côte ouest de l'île du Cap aux Meules, aux îles de la Madeleine, sur la pointe du cap Hérissé, non loin, au nord, du site de la Côte, où se trouve le port de l'Étang-du-Nord.
Il tire son nom du borgot, un coquillage commun sur les côtes des Îles-de-la-Madeleine, qui désigne, en français acadien, une corne de brume.
Il a été construit, tout comme les phares de l'île d'Entrée, du rocher aux Oiseaux et de l'Anse-à-la-Cabane, entre 1870 et 1874, par le gouvernement du Canada, qui voulait sécuriser le corridor maritime du golfe du Saint-Laurent. Détruit en 1967 pour être remplacé par une tour en fer en 1912, le phare actuel date de 1987.
Il est identifié par la Amateur Radio Lighthouse Society sous l'indicatif « CAN-961 », par Pêches et Océans Canada sous le numéro « 1488 », par Amirauté « H0912 » (dans le volume H) et par la National Geospatial-Intelligence Agency « NGA 8408 » (dans la publication 110).

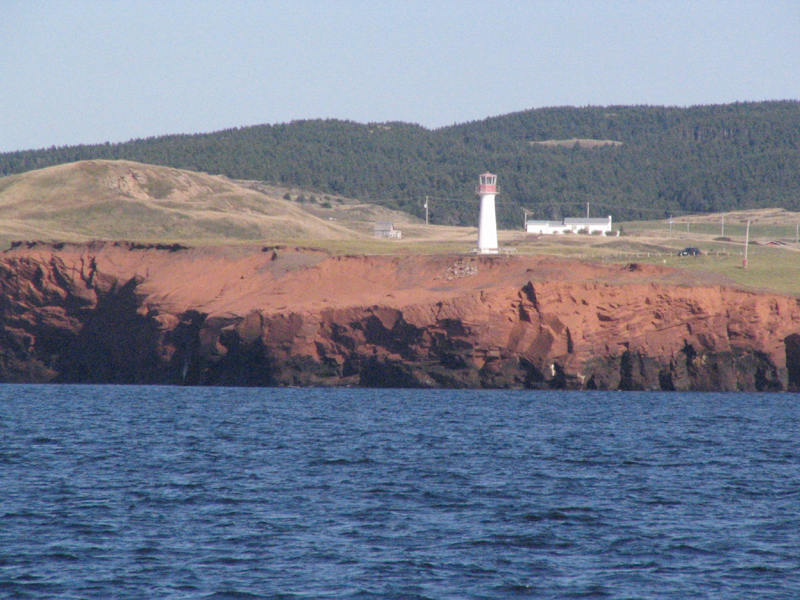
Le phare vu de la mer.
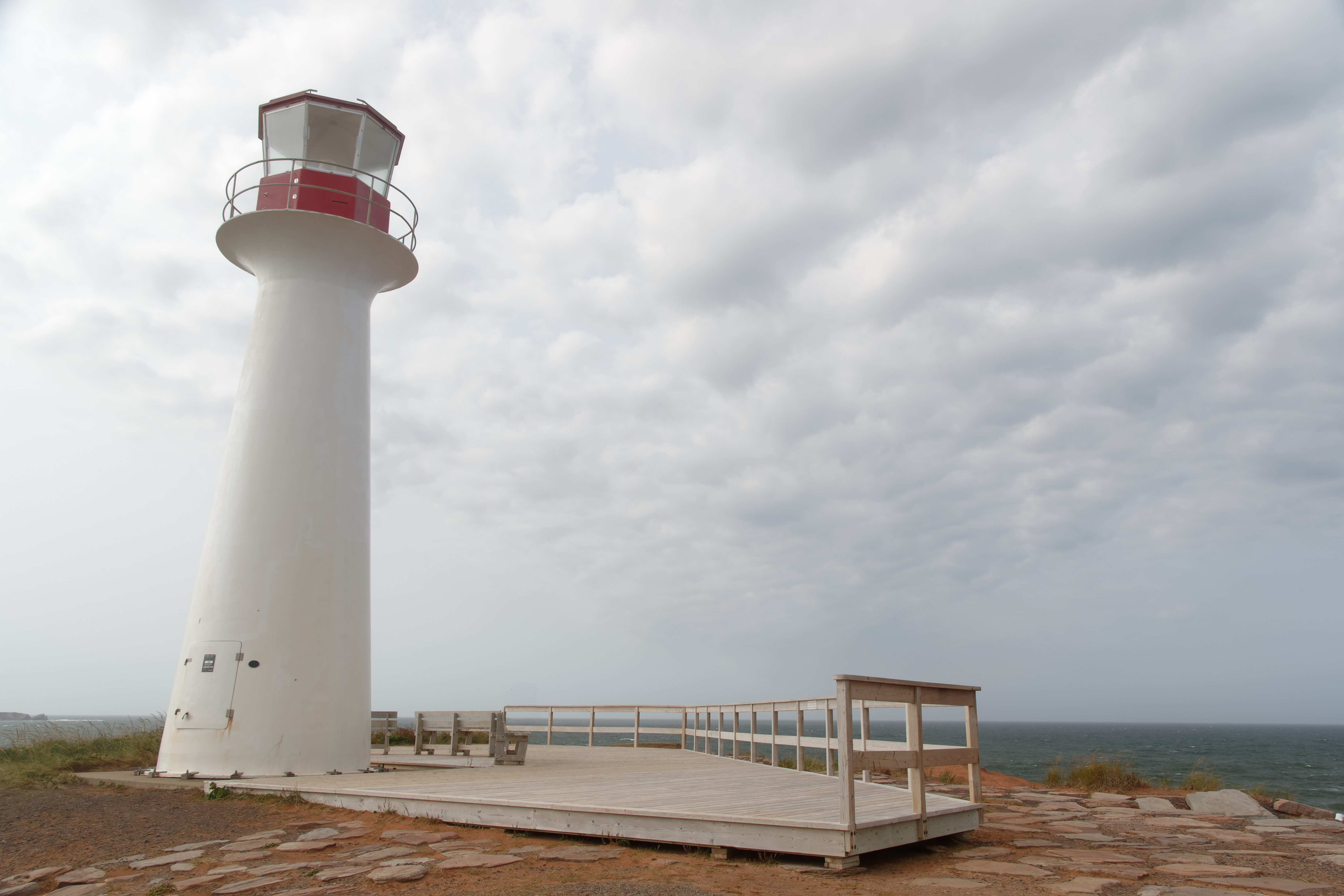
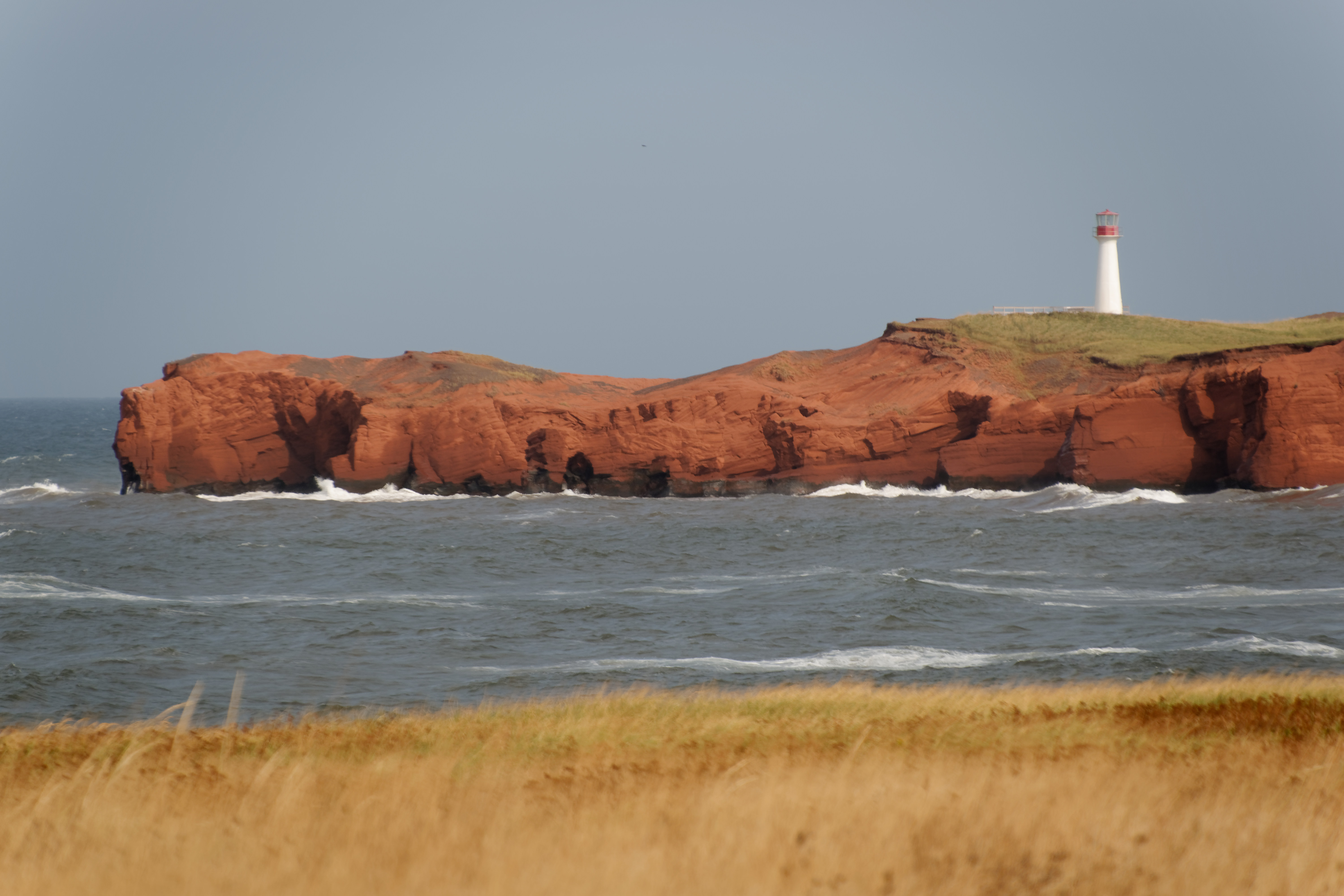
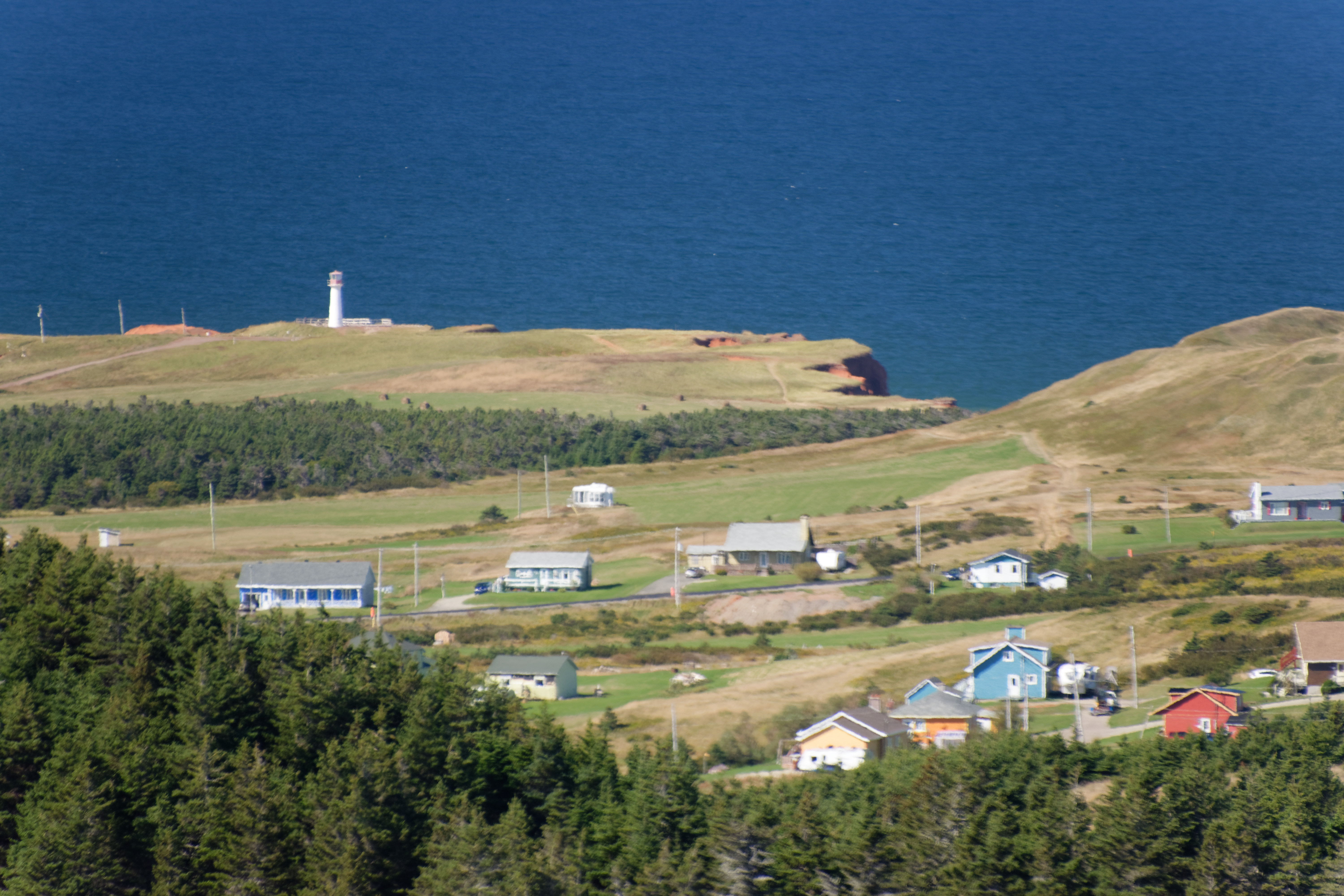
Le phare vu de la Butte du vent.